# Deena
Deena (* 17. April 1993 in Baden-Baden), bürgerlich Sabrina Herr, Künstlername Deena, ist eine deutsche Sängerin, die in Uganda ein Popstar ist.

## Leben
Deena Herr besuchte die Klosterschule vom Heiligen Grab in Baden-Baden. Weil sie dort verschiedene soziale Projekte mit internationalem Verständnis initiierte, erhielt sie im letzten Schuljahr eine Auszeichnung durch den Zonta-Club Baden-Baden. Die Schülersprecherin legte 2012 ihr Abitur ab und leistete anschließend ein Freiwilliges Soziales Jahr in einem Straßenkinderzentrum in Ruanda. 2013/14 studierte sie Mathematik und Biologie für das Lehramt in Freiburg und wechselte ein Jahr später für ein Studium der sozialen Arbeit nach Berlin. Deena spricht Deutsch, Englisch, Französisch, Kinyarwanda, Luganda und Swahili – sechs Sprachen fließend.

## Karriere
Während ihres Auslandaufenthalts in Ruanda führte sie Anfang 2013 ein Abstecher nach Kampala im benachbarten Uganda. Ein Musikmanager wurde auf sie aufmerksam, als sie in einer Bar spontan mit anderen Musik machte. Ihren ersten Auftritt hatte sie bei der „Comedy Night“ im Nationaltheater Kampala.
Ende 2014 war sie erneut zu Besuch im Land, der Musikmanager kontaktierte sie und schrieb für sie einen Song in der Landessprache Luganda: „Mumulete“ („Bring ihn zu mir!“). 2015 wurde er zu einem viralen Hit in Uganda und ebnete ihr den Weg zu einer Gesangskarriere mit Fernseh- und Radioauftritten. Ihr Erfolg ist unter anderem darauf zurückzuführen, dass sie als Novum in Uganda als weiße Sängerin in der lokalen Sprache singt.
Mittlerweile konnte sie ihre Bekanntheit als Sängerin über die Grenzen Ugandas nach Ostafrika erweitern und füllt Stadien mit bis zu 30.000 Zuschauern. Aktuell arbeitet Deena an Liedern in anderen afrikanischen Sprachen wie Swahili, Kinyarwanda und Runyankore.
Am 4. Juni 2016 trat sie in „Beatrice Egli – Die große Show der Träume“ im Sender Das Erste erstmals im deutschen Fernsehen auf.

## Diskographie

### Singles
- Mumulete (2015)
- Kankuleke (2015)
- Gwe Anamponya (2015)
- Mama (2016)
- Aktion Tym (2017)